# Олеховская (Марьинский сельсовет)
Олеховская — деревня в Вожегодском районе Вологодской области.
Входит в состав Явенгского сельского поселения (с 1 января 2006 года по 9 апреля 2009 года входила в Марьинское сельское поселение), с точки зрения административно-территориального деления — в Марьинский сельсовет.
Расстояние до районного центра Вожеги по автодороге — 32 км, до центра муниципального образования Базы по прямой — 23 км. Ближайшие населённые пункты — Бучеровская, Семёновская, Коротыгинская, Дорковская, Анциферовская, Федяевская.
По переписи 2002 года население — 38 человек (14 мужчин, 24 женщины). Всё население — русские.